# بلاگوی ایوانف
بلاگوی ایوانف (بلغاری: Благой Александров Иванов؛ زادهٔ ۹ اکتبر ۱۹۸۶) جودوکار، سامبو، ورزشکار هنرهای رزمی ترکیبی و جودو اهل بلغارستان است. وی از سال ۲۰۰۷ میلادی تاکنون مشغول فعالیت بوده‌است.